# 十両
十両（じゅうりょう）は、大相撲の番付の1つ。正式名称は十枚目（じゅうまいめ）。大相撲で6つある番付上の階級のうち、幕内に次ぐ上から2番目の階級である（幕内・十両・幕下・三段目・序二段・序ノ口）。

## 呼称・由来
江戸時代にはこの地位は存在せず、幕内の下の地位がすなわち「幕下」であった。1888年（明治21年）春場所、給与制度の導入に伴い、幕下の上位10枚目以内の力士に場所毎に給与を支給したことにより創設された。このことから、正式な名称を「十枚目」といい、かつては十両優勝の表彰式などでは「十枚目」の呼称を使っていた。しかし「十枚目二枚目」のように表現する煩わしさを避けるため、当時の年俸にちなみ「十両」の名で呼ばれることが一般的であり、現在の表彰式や本場所の場内アナウンス、日本相撲協会公式ホームページ、館内の勝敗電光掲示板、NHK中継のテロップなどは全て「十両」で統一されている。明治時代の資料では、「幕下上」との呼び名が見られる。

### 十両と幕下の歴史的な枚数の扱い
十両と幕下の枚数の扱いについては、現在では十両と幕下をそれぞれ別の階級として、十両で筆頭・2枚目・3枚目…という風に十両最下位まで枚数を付け、幕下でも筆頭・2枚目・3枚目…という風に幕下最下位まで枚数を付ける。しかし、歴史的に見れば、番付表記上十両が創設された（十両と現在でいう幕下が分離され、十両が現在でいう幕下より大きく太い文字で書かれるようになった）1888年（明治21年）以降も、大正の頃までは、番付表の上から2段目の十両と現在でいう幕下を通して「幕下」として枚数を数える方式が一般的であった。すなわち次の表のように数えられていた。
1911年（明治44年）6月場所まで（十両10枚）：
| 現代の方式 | 当時の方式 |
| ---------- | ---------- |
| 十両筆頭   | 幕下筆頭   |
| 十両2枚目  | 幕下2枚目  |
| 十両3枚目  | 幕下3枚目  |
| …          | …          |
| 十両9枚目  | 幕下9枚目  |
| 十両10枚目 | 幕下10枚目 |
| 幕下筆頭   | 幕下11枚目 |
| 幕下2枚目  | 幕下12枚目 |
| …          | …          |

1912年（明治45年）1月場所から1926年（大正15年）1月場所まで（十両15枚）：
| 現代の方式 | 当時の方式 |
| ---------- | ---------- |
| 十両筆頭   | 幕下筆頭   |
| 十両2枚目  | 幕下2枚目  |
| 十両3枚目  | 幕下3枚目  |
| …          | …          |
| 十両14枚目 | 幕下14枚目 |
| 十両15枚目 | 幕下15枚目 |
| 幕下筆頭   | 幕下16枚目 |
| 幕下2枚目  | 幕下17枚目 |
| …          | …          |

## 特徴
十両以上の力士は、真の意味でのプロの力士である関取として扱われる。
十両の番付上の表記は、歴史的に幕下上位から発生したため幕下とともに上から2段目に書かれているが、十両の方が太く大きい字で書かれ、十両の地位表示は1人ずつ「前頭」と書かれている。
十両昇進のうち、初めての十両昇進を新十両、二度目以降の十両昇進を「返り十両」あるいは「再十両」と呼ぶ。
元々が幕下の地位における上位10枚目までの立場であることの名残から、「関取」と呼ばれる地位の中では唯一、幕内（前頭以上の地位）と区別される独立した存在であり、幕下以下の各段と同様に「十両」という個別の枠組の中での対戦が原則となっている。また、優勝についても幕内とは区別されており、同じく幕下以下の格段と同様に十両枠で独立している。

### 待遇
十両に昇進することは力士として一人前になった証とされ、幕下以下の力士養成員と違って比較的高額の給料をもらえる（2019年現在の基本給は月110万円で年収は1711万7500円であり、関取は力士褒賞金なども受け取れる）ほか、大部屋の集団生活から解放されて個室に住むことを許され、食事や風呂の順番も優先となり、公の場では紋付袴の正装を許され、日常生活では付け人の世話を受けられるなど、あらゆる面で大きく優遇され、十両と幕下では天と地ほどに待遇が違うとも言われるほどである。横綱や大関も含めて大相撲の関取が引退する時、「相撲人生の中で最も嬉しかったことは？」と聞かれて、ほぼ全員が「十両になれた時」と答えるのもそのためである。
一方で、新十両の力士は私物の新調など様々な準備が必要となるため、番付編成会議で十両昇進が決まった力士には（再昇進も含めて）すぐに昇進決定の通知が行われる。ただし、これはあくまでも力士本人や部屋の用意に配慮した「内示」であり、正式に十両の待遇となるのは新番付発表以降である。
本場所では控の席で共用の紫一色の座布団を使用する（幕内力士は私物の座布団）。また夏場でも場所入りの際は羽織の着用が義務付けられる（幕内力士は、四股名や柄を染め抜いた「染め抜き」と呼ばれる着物が着用できるうえ、染め抜き着用であれば場所入りは羽織も不要）。
| 地位           | 幕内（横綱 - 前頭）                                                            | 十両                                                                           | 幕下                                                                                                | 三段目                                                                                              | 序二段                                                                                              | 序ノ口                                                                                              |
| -------------- | ------------------------------------------------------------------------------ | ------------------------------------------------------------------------------ | --------------------------------------------------------------------------------------------------- | --------------------------------------------------------------------------------------------------- | --------------------------------------------------------------------------------------------------- | --------------------------------------------------------------------------------------------------- |
| 髷             | 大銀杏                                                                         | 大銀杏                                                                         | 丁髷 （十両との対戦時および弓取式、巡業中の初切出演、床山の練習台、引退時の断髪式の際は大銀杏容認） | 丁髷 （十両との対戦時および弓取式、巡業中の初切出演、床山の練習台、引退時の断髪式の際は大銀杏容認） | 丁髷 （十両との対戦時および弓取式、巡業中の初切出演、床山の練習台、引退時の断髪式の際は大銀杏容認） | 丁髷 （十両との対戦時および弓取式、巡業中の初切出演、床山の練習台、引退時の断髪式の際は大銀杏容認） |
| 服             | 紋付羽織袴                                                                     | 紋付羽織袴                                                                     | 着物・羽織（外套・襟巻も着用可）                                                                    | 着物・羽織（外套・襟巻も着用可）                                                                    | 着物・羽織                                                                                          | 着物（浴衣もしくはウール）                                                                          |
| 帯             | 博多帯                                                                         | 博多帯                                                                         | 博多帯                                                                                              | ベンベルグ                                                                                          | ベンベルグ                                                                                          | ベンベルグ                                                                                          |
| 傘             | 番傘・蛇の目傘                                                                 | 番傘・蛇の目傘                                                                 | 番傘・蛇の目傘                                                                                      | 洋傘                                                                                                | 洋傘                                                                                                | 洋傘                                                                                                |
| 履物           | 足袋に雪駄（畳敷き）                                                           | 足袋に雪駄（畳敷き）                                                           | 足袋に雪駄（エナメル製）                                                                            | 素足に雪駄（エナメル製）                                                                            | 素足に下駄                                                                                          | 素足に下駄                                                                                          |
| 稽古廻し       | 白色・木綿                                                                     | 白色・木綿                                                                     | 黒色・木綿                                                                                          | 黒色・木綿                                                                                          | 黒色・木綿                                                                                          | 黒色・木綿                                                                                          |
| 取り廻し       | 博多織繻子（規定上、色は現在も取的と同じく黒色と定められているが、事実上自由） | 博多織繻子（規定上、色は現在も取的と同じく黒色と定められているが、事実上自由） | 黒色・木綿（稽古廻しをそのまま使用）                                                                | 黒色・木綿（稽古廻しをそのまま使用）                                                                | 黒色・木綿（稽古廻しをそのまま使用）                                                                | 黒色・木綿（稽古廻しをそのまま使用）                                                                |
| 下がり         | 取り廻しの共布                                                                 | 取り廻しの共布                                                                 | 紐（のり付けされていない柔らかい物で、色は自由）                                                    | 紐（のり付けされていない柔らかい物で、色は自由）                                                    | 紐（のり付けされていない柔らかい物で、色は自由）                                                    | 紐（のり付けされていない柔らかい物で、色は自由）                                                    |
| 足袋の色       | 白                                                                             | 白                                                                             | 黒                                                                                                  | 黒                                                                                                  | 黒                                                                                                  | 黒                                                                                                  |
| 控えの敷物     | 私物の座布団（色・デザインは自由）                                             | 共用の座布団（紫一色）                                                         | 畳に直座（幕下上位五番および十両との対戦時は十両と同じ座布団）                                      | 畳に直座（幕下上位五番および十両との対戦時は十両と同じ座布団）                                      | 畳に直座（幕下上位五番および十両との対戦時は十両と同じ座布団）                                      | 畳に直座（幕下上位五番および十両との対戦時は十両と同じ座布団）                                      |
| 月ごとの収入   | 月額給与                                                                       | 月額給与                                                                       | なし（自身が付き人を担当している関取などから「小遣い」の名目で個人的に些少を貰う程度）              | なし（自身が付き人を担当している関取などから「小遣い」の名目で個人的に些少を貰う程度）              | なし（自身が付き人を担当している関取などから「小遣い」の名目で個人的に些少を貰う程度）              | なし（自身が付き人を担当している関取などから「小遣い」の名目で個人的に些少を貰う程度）              |
| 場所ごとの収入 | 力士褒賞金                                                                     | 力士褒賞金                                                                     | 場所手当・奨励金                                                                                    | 場所手当・奨励金                                                                                    | 場所手当・奨励金                                                                                    | 場所手当・奨励金                                                                                    |

### 取組
本場所では15日間毎日取組が組まれる。
本場所の取組は原則十両同士であるが、休場などにより幕内の出場力士が奇数になった場合などには幕内力士と、関取全体の出場力士が奇数になった場合などには幕下力士と対戦することがある。休場が多くなると複数の繰り上げ取組が行われ、特に終盤にはいわゆる「入れ替え戦」が多く行われる。これにちなんで、筆頭力士を「貧乏神」「瀬切り」と称すことがある。
十両の最後の一番（中入り前最後の一番）は「中跳ね（ちゅうばね）」と呼ばれ、幕内取組のうち一方または両方が小結以上である場合と同様、行司及び呼出の呼び上げが二声となる。これは大正期まで幕内取組が中入りの前後に分かれ、それぞれに横綱や大関の取組があった名残である。

### 定員
定員は、創設時は名称通り、東西10人ずつの計20人であった。大正期以降はそれよりも多い人数で上下するようになった。2018年1月現在、定員は14枚28人（2004年1月場所以降）。史上最多人数（枚数）は1958年1月場所から11月場所における24枚48人である。

### 優勝
優勝賞金は200万円。
十両では力士間の実力が拮抗している上に、幕内力士との対戦が組まれることもあるため、全勝力士は極端に少なく、全勝優勝経験者（1963年11月場所）の北の富士勝昭が2006年3月場所に自身以来43年ぶりとなる全勝優勝を果たした把瑠都を讃えて贈呈した賞金は俗に「北の富士賞」とも呼ばれた。過去には9勝6敗の十両優勝が出たこともある。

### 引退後
引退に際し、関取を通算30場所（以前の規定では25場所以上）務めた力士は（幕内を経験していなくても）年寄を襲名する資格がある。部屋を継承する場合に限り関取通算20場所以上で資格を得る。2025年3月場所番付発表時点で、最高位が十両の年寄は大嶽（元十両4・大竜）のみ、最高位が十両で年寄襲名条件を満たしているのは白鷹山（最高位：十両3）のみである。
このほか最高位が十両の力士は、引退するとき適格と認められれば、若者頭・世話人になって相撲協会に残ることもできる。

## 昇進・陥落要件
十両に限らず、「番付は生き物」と俗称されるように、成績と翌場所の地位との関係は一定ではないが、関取については目安として、勝ち越し、負け越しの点数（勝数と、負数・休みの合計の差）と同じ枚数だけ番付が上下する。十両と幕下の入れ替え人数は十両力士の星取が主な判断要素となるが、現行内規では幕下15枚目以内で全勝すれば、優先的に十両に昇進させる扱いをしている。
前相撲から全勝を続けた場合、幕下通過には2場所かかると考えられていたため、番付外・序ノ口・序二段・三段目の各1場所と合わせて十両昇進は最短6場所で可能である、と長らく言われていた。実際、初土俵から十両昇進までの最短記録は6場所である（板井圭介・土佐豊祐哉・常幸龍貴之・炎鵬晃）。しかし2010年ごろから力士数の減少にともなってその分昇進する地位も繰り上がるようになり、2011年9月場所では一度十両に昇進した後、故障で番付外まで転落していた北勝国英明が前相撲から5場所での十両再昇進を果たした。なお初土俵（前相撲）から5場所で十両に昇進したケースはまだないが、常幸龍、炎鵬のケースでは5場所目の地位がそれぞれ東幕下15枚目と西幕下14枚目で、7戦全勝すれば5場所での十両昇進が濃厚であった。
2000年9月から2023年9月まで、幕下付出の場合は、10枚目格・15枚目格共に、7戦全勝することで1場所での十両昇進が可能だった。2023年1月場所で落合哲也が15枚目格で7戦全勝をし、翌3月場所の新十両を決めた。しかし、15枚目格で7戦全勝を果たした下田圭将（2006年5月場所）は、十両からの陥落力士が少なく十両昇進はならず、翌場所は西幕下筆頭だった。2000年までの制度の60枚目格付出の時代には、輪島大士・長岡末広・武双山正士・雅山哲士の4人が2場所での十両昇進を果たしている。
大関経験者が関脇以下に陥落後、幕内から十両に陥落することが確定的となった場合は、慣例的に引退するケースが殆どであったが、近年では大関経験者が現役中に十両以下に陥落するケースが増えてきている。

## 記録

### 在位場所数
- 2025年7月場所現在
- 太字は現役力士

| 順位 | 十両在位 | 四股名     | 最高位 |
| ---- | -------- | ---------- | ------ |
| 1位  | 55場所   | 大潮憲司   | 小結   |
| 1位  | 55場所   | 蜂矢敏行   | 前頭6  |
| 3位  | 54場所   | 栃勇義治   | 前頭7  |
| 4位  | 51場所   | 大文字研二 | 前頭5  |
| 4位  | 51場所   | 朝登俊光   | 前頭2  |
| 6位  | 50場所   | 大竜川一男 | 前頭1  |
| 6位  | 50場所   | 東龍強     | 前頭11 |
| 6位  | 50場所   | 英乃海拓也 | 前頭6  |
| 9位  | 48場所   | 北桜英敏   | 前頭9  |
| 10位 | 47場所   | 大旺吉伸   | 前頭4  |
| 10位 | 47場所   | 魄龍弘     | 十両1  |

- 瓊ノ浦（のちの両國梶之助）は春秋園事件の影響で東幕下3枚目から西前頭7枚目に抜擢され、引退まで十両に陥落したことがない。このため、昭和以降の幕内力士では唯一の十両在位皆無という珍記録を残した。

### 勝数・負数記録
当然ながら在位場所数の長さとの相関性がある。
十両で最も多くの白星を挙げた力士は大潮の436勝、栃勇及び蜂矢の399勝がこれに次ぐ。幕内在位歴がない力士に限定すると魄龍の334勝が最多である。
十両で最も多くの黒星を喫した力士は蜂矢の426敗、栃勇の404敗・大文字の390敗がこれに次ぐ。幕内在位歴がない力士に限定するとやはり魄龍の371敗が最多である。
2024年3月場所時点で、十両在位歴がありながら在位中の勝利が0の力士は以下の4人である。
- 1940年5月場所の小役丸は新十両場所を左踵の怪我の為に8日目（布引に負け）のみを出場し、9日目の不戦敗以降再出場せず0勝2敗13休。幕下陥落直後に応召し、復員することなく廃業した。
- 1942年1月場所の錦竜は新十両場所を全休し、同場所をもって廃業したため、関取在位歴がありながら1回も関取として本場所に出場せずに廃業した史上初の力士とされる。
- 1965年5月場所の楠ノ海は新十両場所を膝の怪我により全休し、再十両の機会もなく廃業したため、戦後に関取在位歴がありながら1回も関取として本場所に出場せずに廃業した唯一の力士とされる。
- 2020年9月場所の王輝は新十両場所を怪我により精彩を欠く相撲が続き15戦全敗となった。新十両場所での皆勤全敗は史上初めてである。以降は幕下以下に在位し続けたが、2024年5月場所をもって引退した。

### 連勝記録
十両在位中の連勝記録はほとんど残っていないが、栃ノ心は全勝優勝を達成する前の場所は終盤4連勝で取り終えたため、19連勝の記録を残している。

### 連敗記録
十両での全敗は年6場所制以後、過去に7人いる。1960年の双ツ龍は9月場所10日目から11月場所千秋楽まで21連敗を記録し、年6場所制での関取連敗記録となっている。

### 新十両成績
| 順位 | 四股名         | 成績     | 最高位     |
| ---- | -------------- | -------- | ---------- |
| 1位  | 遠藤聖大       | 14勝1敗◎ | 小結       |
| 1位  | 草野直哉       | 14勝1敗◎ | 前頭14枚目 |
| 3位  | 栃乃洋泰一     | 13勝2敗◎ | 関脇       |
| 3位  | 市原孝行       | 13勝2敗  | 前頭13枚目 |
| 3位  | 千代大龍秀政   | 13勝2敗◎ | 小結       |
| 3位  | 尊富士弥輝也   | 13勝2敗◎ | 前頭4枚目  |
| 3位  | 阿武剋一弘     | 13勝2敗  | 前頭3枚目  |
| 8位  | 大翔山直樹     | 12勝3敗◎ | 前頭2枚目  |
| 8位  | 若ノ城宗彦     | 12勝3敗◎ | 前頭6枚目  |
| 8位  | 時津海正博     | 12勝3敗◎ | 前頭3枚目  |
| 8位  | 金開山龍       | 12勝3敗◎ | 前頭6枚目  |
| 8位  | 雅山哲士       | 12勝3敗◎ | 大関       |
| 8位  | 把瑠都凱斗     | 12勝3敗  | 大関       |
| 8位  | 栃ノ心剛史     | 12勝3敗◎ | 大関       |
| 8位  | 翔天狼大士     | 12勝3敗◎ | 前頭2枚目  |
| 8位  | 勢翔太         | 12勝3敗◎ | 関脇       |
| 8位  | 照ノ富士春雄   | 12勝3敗◎ | 横綱       |
| 8位  | 友風勇太       | 12勝3敗◎ | 前頭3枚目  |
| 8位  | 湘南乃海桃太郎 | 12勝3敗  | 前頭5枚目  |
| 8位  | 大の里泰輝     | 12勝3敗  | 横綱       |

- 2025年7月場所現在。
- 太字の力士は、2025年5月場所現在、現役力士である。
- ◎の成績は、新十両優勝を指している。

### 優勝回数
昭和以降
- 5回 - 益荒雄広生
- 4回 - 若の里忍・小城ノ花昭和・大錦一徹・播竜山孝晴・鳳凰倶往・朝登俊光

### 全勝優勝
十両は人数が少ないため、優勝争いで混戦になることが多い。幕内では10勝5敗での優勝は過去に例が無く、11勝4敗でも過去に4回しか例が無いが、十両では10勝5敗や11勝4敗が優勝者の最高成績となることが頻繁にある。2001年7月場所では9勝6敗での優勝が記録され、あまりにも成績が低過ぎるとして理事会で優勝無しが検討されたほどである。故に十両は15戦全勝を達成することが極めて困難な地位として知られる。後述のように、関取の1場所15日制が定着する以前にも十両での全勝優勝を経験した者は数人居るが、これは現在よりも取組数が少ないために達成が比較的容易だったという要素もある。
2024年3月場所終了時点で15戦全勝を達成した力士は下表の5人であり、全勝優勝を達成した力士は最終的に全員が大関以上の地位に昇進している。
| 達成した力士 | 達成した場所   | 最高位 |
| ------------ | -------------- | ------ |
| 栃光正之     | 1955年3月場所  | 大関   |
| 豊山勝男     | 1961年11月場所 | 大関   |
| 北の富士勝昭 | 1963年11月場所 | 横綱   |
| 把瑠都凱斗   | 2006年3月場所  | 大関   |
| 栃ノ心剛史   | 2014年9月場所  | 大関   |

### 連続優勝
十両は枚数が少ない関係上、十両優勝力士が翌場所に幕内に昇進するケースの方が、十両に据え置かれるケースよりも多い。そのため、十両での連覇発生は、1回目の優勝の際に中位～下位に在位していた・優勝のレベルが低かった・幕内昇進枠に対し十両の（優勝力士以外の）好成績者が多かったなど、偶然性にも左右される。1909年6月場所に優勝制度が導入されて以降、十両で連覇を経験した力士は以下の21名である。1場所目の太字は当場所が新十両だったケースである。
2場所連続の十両全勝優勝及び3場所連続の十両優勝は過去に例が無い。また、関取の1場所15日制定着以降に連覇を達成した力士の中で1場所目もしくは2場所目のいずれかで全勝優勝を達成しているのは栃ノ心剛ただ1人である。
なお、上述しているように、十両は枚数が少ない関係もあり、優勝した場合は十両据え置きよりも幕内昇進となる場合が多いため、1場所目で全勝優勝を達成した場合は番付（枚数）に関係なく幕内昇進がほぼ確実となるため、1場所15日制が定着している現在は2場所連続全勝優勝はまず不可能であると考えられる。
| 四股名   | 1場所目      | 1場所目  | 1場所目 | 2場所目      | 2場所目 | 2場所目  |
| 四股名   | 場所         | 地位     | 成績    | 場所         | 地位    | 成績     |
| -------- | ------------ | -------- | ------- | ------------ | ------- | -------- |
| 阿久津川 | 大正8年1月   | 西十両9  | 5戦全勝 | 大正8年5月   | 東十両1 | 7勝2敗   |
| 幡瀬川   | 昭和2年5月   | 東十両8  | 6戦全勝 | 昭和2年10月  | 東十両1 | 9勝2敗   |
| 和歌嶋   | 昭和3年5月   | 東十両7  | 9勝2敗  | 昭和3年10月  | 東十両7 | 10勝1敗  |
| 清水川   | 昭和4年3月   | 東十両12 | 10勝1敗 | 昭和4年5月   | 西十両1 | 11戦全勝 |
| 駿河海   | 昭和17年1月  | 西十両14 | 13勝2敗 | 昭和17年5月  | 西十両1 | 14勝1敗  |
| 千代ノ山 | 昭和19年11月 | 西十両13 | 8勝2敗  | 昭和20年6月  | 東十両2 | 6勝1敗   |
| 國登     | 昭和22年11月 | 東十両10 | 10勝1敗 | 昭和23年5月  | 西十両1 | 9勝2敗   |
| 金剛     | 昭和45年5月  | 東十両11 | 12勝3敗 | 昭和45年7月  | 西十両3 | 12勝3敗  |
| 播竜山   | 昭和49年11月 | 東十両11 | 10勝5敗 | 昭和50年1月  | 東十両2 | 11勝4敗  |
| 鷲羽山   | 昭和53年5月  | 東十両6  | 11勝4敗 | 昭和53年7月  | 東十両1 | 10勝5敗  |
| 鳳凰     | 昭和58年9月  | 東十両9  | 13勝2敗 | 昭和58年11月 | 西十両1 | 11勝4敗  |
| 小錦     | 昭和59年3月  | 西十両10 | 13勝2敗 | 昭和59年5月  | 東十両2 | 11勝4敗  |
| 久島海   | 平成元年3月  | 西十両12 | 11勝4敗 | 平成元年5月  | 東十両3 | 10勝5敗  |
| 益荒雄   | 平成2年1月   | 西十両7  | 12勝3敗 | 平成2年3月   | 東十両2 | 10勝5敗  |
| 雅山     | 平成10年11月 | 西十両11 | 12勝3敗 | 平成11年1月  | 西十両1 | 14勝1敗  |
| 小城錦   | 平成11年11月 | 東十両5  | 11勝4敗 | 平成12年1月  | 東十両2 | 13勝2敗  |
| 若の里   | 平成12年5月  | 東十両11 | 12勝3敗 | 平成12年7月  | 東十両1 | 13勝2敗  |
| 翔天狼   | 平成20年11月 | 西十両9  | 12勝3敗 | 平成21年1月  | 東十両1 | 11勝4敗  |
| 妙義龍   | 平成23年7月  | 西十両12 | 11勝4敗 | 平成23年9月  | 東十両3 | 13勝2敗  |
| 栃ノ心   | 平成26年7月  | 東十両12 | 13勝2敗 | 平成26年9月  | 西十両5 | 15戦全勝 |
| 志摩ノ海 | 平成31年1月  | 東十両11 | 13勝2敗 | 平成31年3月  | 東十両1 | 13勝2敗  |
| 草野     | 令和7年3月   | 西十両14 | 14勝1敗 | 令和7年5月   | 西十両1 | 13勝2敗  |

## 歴代優勝力士（昭和60年以降）
| 場所                   | 地位                                               | 四股名                                             | 成績                                               | 回数                                               | 備考                                                                                             |
| ---------------------- | -------------------------------------------------- | -------------------------------------------------- | -------------------------------------------------- | -------------------------------------------------- | ------------------------------------------------------------------------------------------------ |
| 1985年（昭和60年）01月 | 西07                                               | 寺尾節男                                           | 12勝3敗                                            | 1                                                  |                                                                                                  |
| 1985年（昭和60年）03月 | 西04                                               | 玉龍大蔵                                           | 12勝3敗                                            | 1                                                  |                                                                                                  |
| 1985年（昭和60年）05月 | 東03                                               | 寺尾節男                                           | 12勝3敗                                            | 2                                                  |                                                                                                  |
| 1985年（昭和60年）07月 | 東04                                               | 益荒雄広生                                         | 10勝5敗                                            | 1                                                  | 三杉磯拓也・榛名富士新司との優勝決定戦を制す。                                                   |
| 1985年（昭和60年）09月 | 東04                                               | 薩洲洋康貴                                         | 10勝5敗                                            | 1                                                  | 飛騨乃花成栄との優勝決定戦を制す。                                                               |
| 1985年（昭和60年）11月 | 東11                                               | 若瀬川剛充                                         | 10勝5敗                                            | 2                                                  | 益荒雄広生・栃司哲史との優勝決定戦を制す。                                                       |
| 1986年（昭和61年）01月 | 東04                                               | 水戸泉政人                                         | 11勝4敗                                            | 1                                                  | 栃纒勇光との優勝決定戦を制す。                                                                   |
| 1986年（昭和61年）03月 | 西04                                               | 益荒雄広生                                         | 11勝4敗                                            | 2                                                  |                                                                                                  |
| 1986年（昭和61年）05月 | 西08                                               | 竹葉山真邦                                         | 11勝4敗                                            | 1                                                  |                                                                                                  |
| 1986年（昭和61年）07月 | 西12                                               | 三杉里公似                                         | 11勝4敗                                            | 1                                                  | 鳳凰倶往との優勝決定戦を制す。                                                                   |
| 1986年（昭和61年）09月 | 東08                                               | 騏乃嵐和稔                                         | 12勝3敗                                            | 1                                                  |                                                                                                  |
| 1986年（昭和61年）11月 | 西03                                               | 栃乃和歌清隆                                       | 10勝5敗                                            | 1                                                  | 竹葉山真邦・小林山秀昭との優勝決定戦を制す。                                                     |
| 1987年（昭和62年）01月 | 東04                                               | 栃纒勇光                                           | 10勝5敗                                            | 1                                                  | 小林山秀昭との優勝決定戦を制す。                                                                 |
| 1987年（昭和62年）03月 | 東07                                               | 隆三杉貴士                                         | 13勝2敗                                            | 1                                                  |                                                                                                  |
| 1987年（昭和62年）05月 | 西11                                               | 大乃花武虎                                         | 11勝4敗                                            | 1                                                  |                                                                                                  |
| 1987年（昭和62年）07月 | 西07                                               | 舛田山靖仁                                         | 11勝4敗                                            | 1                                                  | 36歳3か月での優勝は史上最年長。                                                                  |
| 1987年（昭和62年）09月 | 西09                                               | 大乃花武虎                                         | 13勝2敗                                            | 2                                                  |                                                                                                  |
| 1987年（昭和62年）11月 | 西07                                               | 鳳凰倶往                                           | 12勝3敗                                            | 4                                                  |                                                                                                  |
| 1988年（昭和63年）01月 | 東04                                               | 安芸ノ島勝巳                                       | 12勝3敗                                            | 1                                                  |                                                                                                  |
| 1988年（昭和63年）03月 | 西01                                               | 若瀬川剛充                                         | 13勝2敗                                            | 3                                                  |                                                                                                  |
| 1988年（昭和63年）05月 | 西13                                               | 秀ノ花行秀                                         | 11勝4敗                                            | 1                                                  | 琴富士孝也との優勝決定戦を制す。                                                                 |
| 1988年（昭和63年）07月 | 東03                                               | 多賀竜昇司                                         | 10勝5敗                                            | 1                                                  | 佐賀昇博・旭道山和泰との優勝決定戦を制す。                                                       |
| 1988年（昭和63年）09月 | 東05                                               | 貴ノ浜真二                                         | 11勝4敗                                            | 1                                                  |                                                                                                  |
| 1988年（昭和63年）11月 | 西13                                               | 益荒雄広生                                         | 11勝4敗                                            | 3                                                  |                                                                                                  |
| 1989年（平成元年）01月 | 西05                                               | 栃司哲史                                           | 11勝4敗                                            | 1                                                  |                                                                                                  |
| 1989年（平成元年）03月 | 西12                                               | 久島海啓太                                         | 11勝4敗                                            | 1                                                  | 琴錦功宗との優勝決定戦を制す。                                                                   |
| 1989年（平成元年）05月 | 東03                                               | 久島海啓太                                         | 10勝5敗                                            | 2                                                  | 駒不動大助・大徹忠晃・旭豪山和泰・維新力浩司との優勝決定戦を制す。                               |
| 1989年（平成元年）07月 | 東02                                               | 栃司哲史                                           | 12勝3敗                                            | 2                                                  |                                                                                                  |
| 1989年（平成元年）09月 | 東09                                               | 龍興山一人                                         | 10勝5敗                                            | 1                                                  | 維新力浩司・大徹忠晃との優勝決定戦を制す。                                                       |
| 1989年（平成元年）11月 | 西06                                               | 小城ノ花昭和                                       | 13勝2敗                                            | 1                                                  |                                                                                                  |
| 1990年（平成02年）01月 | 西07                                               | 益荒雄宏夫                                         | 12勝3敗                                            | 4                                                  |                                                                                                  |
| 1990年（平成02年）03月 | 東02                                               | 益荒雄宏夫                                         | 10勝5敗                                            | 5                                                  | 星岩涛祐二との優勝決定戦を制す。                                                                 |
| 1990年（平成02年）05月 | 西11                                               | 大翔山直樹                                         | 12勝3敗                                            | 1                                                  |                                                                                                  |
| 1990年（平成02年）07月 | 東02                                               | 若花田勝                                           | 12勝3敗                                            | 1                                                  |                                                                                                  |
| 1990年（平成02年）09月 | 西02                                               | 小城ノ花昭和                                       | 11勝4敗                                            | 2                                                  | 琴の若實哉との優勝決定戦を制す。                                                                 |
| 1990年（平成02年）11月 | 西09                                               | 大輝煌正人                                         | 11勝4敗                                            | 1                                                  |                                                                                                  |
| 1991年（平成03年）01月 | 東09                                               | 両国梶之助                                         | 12勝3敗                                            | 1                                                  | 小城ノ花昭和との優勝決定戦を制す。                                                               |
| 1991年（平成03年）03月 | 西09                                               | 旭豪山和泰                                         | 11勝4敗                                            | 1                                                  |                                                                                                  |
| 1991年（平成03年）05月 | 東02                                               | 大翔鳳昌巳                                         | 11勝4敗                                            | 1                                                  |                                                                                                  |
| 1991年（平成03年）07月 | 東11                                               | 武蔵丸光洋                                         | 11勝4敗                                            | 1                                                  |                                                                                                  |
| 1991年（平成03年）09月 | 東05                                               | 大善徳夫                                           | 12勝3敗                                            | 1                                                  | 貴ノ浪貞博との優勝決定戦を制す。                                                                 |
| 1991年（平成03年）11月 | 東09                                               | 大岳宗正                                           | 10勝5敗                                            | 1                                                  | 立洸熊五郎・若翔洋俊一・常の山勝正との優勝決定戦を制す。                                         |
| 1992年（平成04年）01月 | 東02                                               | 豊ノ海真二                                         | 12勝3敗                                            | 2                                                  |                                                                                                  |
| 1992年（平成04年）03月 | 東08                                               | 恵那櫻徹                                           | 11勝4敗                                            | 1                                                  |                                                                                                  |
| 1992年（平成04年）05月 | 東06                                               | 琴ヶ梅剛史                                         | 11勝4敗                                            | 1                                                  |                                                                                                  |
| 1992年（平成04年）07月 | 西01                                               | 若翔洋俊一                                         | 11勝4敗                                            | 1                                                  | 琴稲妻佳弘との優勝決定戦を制す。                                                                 |
| 1992年（平成04年）09月 | 西05                                               | 琴別府要平                                         | 12勝3敗                                            | 1                                                  |                                                                                                  |
| 1992年（平成04年）11月 | 東12                                               | 駒不動大助                                         | 11勝4敗                                            | 1                                                  |                                                                                                  |
| 1993年（平成05年）01月 | 東04                                               | 蒼樹山秀樹                                         | 11勝4敗                                            | 1                                                  |                                                                                                  |
| 1993年（平成05年）03月 | 西02                                               | 時津洋宏典                                         | 11勝4敗                                            | 1                                                  |                                                                                                  |
| 1993年（平成05年）05月 | 東08                                               | 湊富士孝行                                         | 12勝3敗                                            | 1                                                  |                                                                                                  |
| 1993年（平成05年）07月 | 東06                                               | 立洸熊五郎                                         | 12勝3敗                                            | 1                                                  |                                                                                                  |
| 1993年（平成05年）09月 | 西03                                               | 濱ノ嶋啓志                                         | 11勝4敗                                            | 1                                                  |                                                                                                  |
| 1993年（平成05年）11月 | 西04                                               | 朝乃若武彦                                         | 11勝4敗                                            | 1                                                  | 琴椿克之との優勝決定戦を制す。                                                                   |
| 1994年（平成06年）01月 | 東06                                               | 浪ノ花和博                                         | 11勝4敗                                            | 1                                                  |                                                                                                  |
| 1994年（平成06年）03月 | 西11                                               | 敷島盛                                             | 12勝3敗                                            | 1                                                  |                                                                                                  |
| 1994年（平成06年）05月 | 西03                                               | 小城ノ花昭和                                       | 12勝3敗                                            | 3                                                  |                                                                                                  |
| 1994年（平成06年）07月 | 東10                                               | 立洸熊五郎                                         | 12勝3敗                                            | 2                                                  |                                                                                                  |
| 1994年（平成06年）09月 | 西01                                               | 浪乃花教天                                         | 10勝5敗                                            | 2                                                  |                                                                                                  |
| 1994年（平成06年）11月 | 東13                                               | 土佐ノ海敏生                                       | 11勝4敗                                            | 1                                                  | 若翔洋俊一との優勝決定戦を制す。                                                                 |
| 1995年（平成07年）01月 | 東02                                               | 旭豊勝照                                           | 11勝4敗                                            | 1                                                  | 土佐ノ敏生・巴富士俊英との優勝決定戦を制す。                                                     |
| 1995年（平成07年）03月 | 東01                                               | 時津洋宏典                                         | 10勝5敗                                            | 2                                                  | 敷島盛との優勝決定戦を制す。                                                                     |
| 1995年（平成07年）05月 | 東01                                               | 土佐ノ海敏生                                       | 14勝1敗                                            | 2                                                  |                                                                                                  |
| 1995年（平成07年）07月 | 東13                                               | 旭鷲山昇                                           | 10勝5敗                                            | 1                                                  |                                                                                                  |
| 1995年（平成07年）09月 | 西13                                               | 若ノ城宗彦                                         | 12勝3敗                                            | 1                                                  |                                                                                                  |
| 1995年（平成07年）11月 | 西09                                               | 和歌乃山洋                                         | 11勝4敗                                            | 1                                                  | 大飛翔誠志との優勝決定戦を制す。                                                                 |
| 1996年（平成08年）01月 | 東09                                               | 力櫻猛                                             | 10勝5敗                                            | 1                                                  | 若隼人幸治との優勝決定戦を制す。                                                                 |
| 1996年（平成08年）03月 | 西08                                               | 旭鷲山昇                                           | 11勝4敗                                            | 2                                                  | 彩豪一義との優勝決定戦を制す。                                                                   |
| 1996年（平成08年）05月 | 西03                                               | 力櫻猛                                             | 12勝3敗                                            | 2                                                  |                                                                                                  |
| 1996年（平成08年）07月 | 東05                                               | 大善尊太                                           | 11勝4敗                                            | 2                                                  | 若翔洋俊一との優勝決定戦を制す。                                                                 |
| 1996年（平成08年）09月 | 西03                                               | 栃東大裕                                           | 12勝3敗                                            | 1                                                  |                                                                                                  |
| 1996年（平成08年）11月 | 西13                                               | 栃乃洋泰一                                         | 13勝2敗                                            | 1                                                  |                                                                                                  |
| 1997年（平成09年）01月 | 東02                                               | 出島武春                                           | 12勝3敗                                            | 1                                                  |                                                                                                  |
| 1997年（平成09年）03月 | 東09                                               | 千代大海龍二                                       | 11勝4敗                                            | 1                                                  |                                                                                                  |
| 1997年（平成09年）05月 | 西13                                               | 時津海正博                                         | 12勝3敗                                            | 1                                                  |                                                                                                  |
| 1997年（平成09年）07月 | 東01                                               | 千代大海龍二                                       | 11勝4敗                                            | 2                                                  |                                                                                                  |
| 1997年（平成09年）09月 | 西08                                               | 小城乃花昭和                                       | 12勝3敗                                            | 4                                                  |                                                                                                  |
| 1997年（平成09年）11月 | 東12                                               | 若の里忍                                           | 10勝5敗                                            | 1                                                  | 須佐の湖善誉との優勝決定戦を制す。                                                               |
| 1998年（平成10年）01月 | 西13                                               | 金開山龍                                           | 12勝3敗                                            | 1                                                  |                                                                                                  |
| 1998年（平成10年）03月 | 東09                                               | 久島海啓太                                         | 12勝3敗                                            | 3                                                  | 闘牙進との優勝決定戦を制す。                                                                     |
| 1998年（平成10年）05月 | 西09                                               | 大碇剛                                             | 10勝5敗                                            | 1                                                  | 出羽嵐大輔・大至伸行との優勝決定戦を制す。                                                       |
| 1998年（平成10年）07月 | 東06                                               | 安芸ノ州法光                                       | 12勝3敗                                            | 1                                                  |                                                                                                  |
| 1998年（平成10年）09月 | 東08                                               | 千代天山大八郎                                     | 12勝3敗                                            | 1                                                  |                                                                                                  |
| 1998年（平成10年）11月 | 西11                                               | 雅山哲士                                           | 12勝3敗                                            | 1                                                  |                                                                                                  |
| 1999年（平成11年）01月 | 西01                                               | 雅山哲士                                           | 14勝1敗                                            | 2                                                  |                                                                                                  |
| 1999年（平成11年）03月 | 西02                                               | 大善尊太                                           | 12勝3敗                                            | 3                                                  |                                                                                                  |
| 1999年（平成11年）05月 | 東06                                               | 皇司信秀                                           | 11勝4敗                                            | 1                                                  |                                                                                                  |
| 1999年（平成11年）07月 | 東02                                               | 金開山龍                                           | 10勝5敗                                            | 2                                                  | 智乃花伸哉・追風海直飛人との優勝決定戦を制す。                                                   |
| 1999年（平成11年）09月 | 西08                                               | 追風海直飛人                                       | 12勝3敗                                            | 1                                                  |                                                                                                  |
| 1999年（平成11年）11月 | 東05                                               | 小城錦康年                                         | 11勝4敗                                            | 1                                                  | 大碇剛との優勝決定戦を制す。                                                                     |
| 2000年（平成12年）01月 | 東02                                               | 小城錦康年                                         | 13勝2敗                                            | 2                                                  |                                                                                                  |
| 2000年（平成12年）03月 | 西06                                               | 栃乃花仁                                           | 13勝2敗                                            | 1                                                  | 琴光喜啓司・戦闘竜扁利との優勝決定戦を制す。                                                     |
| 2000年（平成12年）05月 | 東11                                               | 若の里忍                                           | 12勝3敗                                            | 2                                                  |                                                                                                  |
| 2000年（平成12年）07月 | 東01                                               | 若の里忍                                           | 13勝2敗                                            | 3                                                  |                                                                                                  |
| 2000年（平成12年）09月 | 東04                                               | 琴光喜啓司                                         | 14勝1敗                                            | 1                                                  |                                                                                                  |
| 2000年（平成12年）11月 | 西01                                               | 金開山龍                                           | 12勝3敗                                            | 3                                                  |                                                                                                  |
| 2001年（平成13年）01月 | 東01                                               | 玉ノ洋新                                           | 12勝3敗                                            | 1                                                  |                                                                                                  |
| 2001年（平成13年）03月 | 東03                                               | 若孜浩気                                           | 10勝5敗                                            | 1                                                  | 闘牙進との優勝決定戦を制す。                                                                     |
| 2001年（平成13年）05月 | 西01                                               | 北桜英敏                                           | 13勝2敗                                            | 1                                                  |                                                                                                  |
| 2001年（平成13年）07月 | 東12                                               | 武雄山喬義                                         | 09勝6敗                                            | 1                                                  | 貴闘力忠茂・濵錦竜郎・寺尾常史・戦闘竜扁利・大碇剛・玉力道栄来・若兎馬裕三との優勝決定戦を制す。 |
| 2001年（平成13年）09月 | 西05                                               | 蒼樹山秀輝                                         | 12勝3敗                                            | 2                                                  | 玉力道栄来との優勝決定戦を制す。                                                                 |
| 2001年（平成13年）11月 | 東03                                               | 大碇剛                                             | 11勝4敗                                            | 2                                                  |                                                                                                  |
| 2002年（平成14年）01月 | 西05                                               | 高見盛精彦                                         | 12勝3敗                                            | 1                                                  | 霜鳥典雄との優勝決定戦を制す。                                                                   |
| 2002年（平成14年）03月 | 西01                                               | 琴龍宏央                                           | 12勝3敗                                            | 1                                                  |                                                                                                  |
| 2002年（平成14年）05月 | 東09                                               | 岩木山竜太                                         | 11勝4敗                                            | 1                                                  | 五城楼勝洋との優勝決定戦を制す。                                                                 |
| 2002年（平成14年）07月 | 西08                                               | 潮丸元康                                           | 13勝2敗                                            | 1                                                  |                                                                                                  |
| 2002年（平成14年）09月 | 西04                                               | 玉力道栄来                                         | 11勝4敗                                            | 1                                                  | 金開山龍・豊桜嘉人との優勝決定戦を制す。                                                         |
| 2002年（平成14年）11月 | 東06                                               | 春日王克昌                                         | 11勝4敗                                            | 1                                                  |                                                                                                  |
| 2003年（平成15年）01月 | 西01                                               | 朝赤龍太郎                                         | 11勝4敗                                            | 1                                                  | 武雄山喬義との優勝決定戦を制す。                                                                 |
| 2003年（平成15年）03月 | 東08                                               | 栃栄篤史                                           | 10勝5敗                                            | 1                                                  | 蒼樹山秀樹・濵錦竜郎との優勝決定戦を制す。                                                       |
| 2003年（平成15年）05月 | 西07                                               | 玉春日良二                                         | 12勝3敗                                            | 1                                                  |                                                                                                  |
| 2003年（平成15年）07月 | 東02                                               | 垣添徹                                             | 11勝4敗                                            | 1                                                  |                                                                                                  |
| 2003年（平成15年）09月 | 東05                                               | 豪風旭                                             | 13勝2敗                                            | 1                                                  |                                                                                                  |
| 2003年（平成15年）11月 | 西02                                               | 黒海太                                             | 14勝1敗                                            | 1                                                  |                                                                                                  |
| 2004年（平成16年）01月 | 西06                                               | 和歌乃山洋                                         | 11勝4敗                                            | 2                                                  | 千代天山大八郎・露鵬幸生との優勝決定戦を制す。                                                   |
| 2004年（平成16年）03月 | 西08                                               | 白鵬翔                                             | 12勝3敗                                            | 1                                                  | 追風海英飛人との優勝決定戦を制す。                                                               |
| 2004年（平成16年）05月 | 西10                                               | 時天空慶晃                                         | 12勝3敗                                            | 1                                                  |                                                                                                  |
| 2004年（平成16年）07月 | 東03                                               | 琴欧州勝紀                                         | 13勝2敗                                            | 1                                                  |                                                                                                  |
| 2004年（平成16年）09月 | 東04                                               | 安馬公平                                           | 11勝4敗                                            | 1                                                  | 五城楼勝洋との優勝決定戦を制す。                                                                 |
| 2004年（平成16年）11月 | 西13                                               | 石出祐二                                           | 12勝3敗                                            | 1                                                  |                                                                                                  |
| 2005年（平成17年）01月 | 西07                                               | 皇司信秀                                           | 12勝3敗                                            | 2                                                  |                                                                                                  |
| 2005年（平成17年）03月 | 東04                                               | 琴奨菊一弘                                         | 13勝2敗                                            | 1                                                  |                                                                                                  |
| 2005年（平成17年）05月 | 東02                                               | 栃栄篤史                                           | 12勝3敗                                            | 2                                                  |                                                                                                  |
| 2005年（平成17年）07月 | 西03                                               | 時津海正博                                         | 11勝4敗                                            | 2                                                  |                                                                                                  |
| 2005年（平成17年）09月 | 西01                                               | 豊ノ島大樹                                         | 14勝1敗                                            | 1                                                  |                                                                                                  |
| 2005年（平成17年）11月 | 東13                                               | 闘牙進                                             | 12勝3敗                                            | 1                                                  |                                                                                                  |
| 2006年（平成18年）01月 | 東01                                               | 栃乃洋泰一                                         | 13勝2敗                                            | 2                                                  |                                                                                                  |
| 2006年（平成18年）03月 | 東11                                               | 把瑠都凱斗                                         | 15戦全勝                                           | 1                                                  |                                                                                                  |
| 2006年（平成18年）05月 | 西03                                               | 豊桜保勝                                           | 10勝5敗                                            | 1                                                  | 寶智山幸観・皇牙都嵯との優勝決定戦を制す。                                                       |
| 2006年（平成18年）07月 | 東06                                               | 寶智山幸観                                         | 13勝2敗                                            | 1                                                  |                                                                                                  |
| 2006年（平成18年）09月 | 東08                                               | 隆乃若勇紀                                         | 11勝4敗                                            | 1                                                  | 豊桜保勝との優勝決定戦を制す。                                                                   |
| 2006年（平成18年）11月 | 西02                                               | 十文字昭憲                                         | 13勝2敗                                            | 1                                                  |                                                                                                  |
| 2007年（平成19年）01月 | 東14                                               | 豊響隆太                                           | 10勝5敗                                            | 1                                                  | 栃煌山雄一郎・霜鳥典雄との優勝決定戦を制す。                                                     |
| 2007年（平成19年）03月 | 東04                                               | 里山浩作                                           | 12勝3敗                                            | 1                                                  |                                                                                                  |
| 2007年（平成19年）05月 | 西11                                               | 把瑠都凱斗                                         | 14勝1敗                                            | 2                                                  |                                                                                                  |
| 2007年（平成19年）07月 | 東01                                               | 岩木山竜太                                         | 12勝3敗                                            | 2                                                  | 旭天鵬勝・豪栄道豪太郎との優勝決定戦を制す。                                                     |
| 2007年（平成19年）09月 | 西09                                               | 把瑠都凱斗                                         | 13勝2敗                                            | 3                                                  |                                                                                                  |
| 2007年（平成19年）11月 | 東13                                               | 境澤賢一                                           | 13勝2敗                                            | 1                                                  | 市原孝行との優勝決定戦を制す。                                                                   |
| 2008年（平成20年）01月 | 西12                                               | 栃ノ心剛                                           | 12勝3敗                                            | 1                                                  |                                                                                                  |
| 2008年（平成20年）03月 | 東14                                               | 木村山守                                           | 12勝3敗                                            | 1                                                  |                                                                                                  |
| 2008年（平成20年）05月 | 東11                                               | 千代白鵬大樹                                       | 13勝2敗                                            | 1                                                  |                                                                                                  |
| 2008年（平成20年）07月 | 東08                                               | 武州山隆士                                         | 12勝3敗                                            | 1                                                  |                                                                                                  |
| 2008年（平成20年）09月 | 西06                                               | 阿覧欧虎                                           | 12勝3敗                                            | 1                                                  |                                                                                                  |
| 2008年（平成20年）11月 | 西09                                               | 翔天狼大士                                         | 12勝3敗                                            | 1                                                  |                                                                                                  |
| 2009年（平成21年）01月 | 東01                                               | 翔天狼大士                                         | 11勝4敗                                            | 2                                                  | 白馬毅との優勝決定戦を制す。                                                                     |
| 2009年（平成21年）03月 | 西03                                               | 豊響隆太                                           | 12勝3敗                                            | 2                                                  |                                                                                                  |
| 2009年（平成21年）05月 | 西13                                               | 玉飛鳥大輔                                         | 12勝3敗                                            | 1                                                  |                                                                                                  |
| 2009年（平成21年）07月 | 西06                                               | 若の里忍                                           | 14勝1敗                                            | 4                                                  |                                                                                                  |
| 2009年（平成21年）09月 | 東01                                               | 玉鷲一朗                                           | 11勝4敗                                            | 1                                                  |                                                                                                  |
| 2009年（平成21年）11月 | 東05                                               | 北太樹明義                                         | 10勝5敗                                            | 1                                                  | 光龍忠晴・德瀬川正直との優勝決定戦を制す。                                                       |
| 2010年（平成22年）01月 | 東13                                               | 臥牙丸勝                                           | 12勝3敗                                            | 1                                                  |                                                                                                  |
| 2010年（平成22年）03月 | 西04                                               | 木村山守                                           | 11勝4敗                                            | 2                                                  | 光龍忠晴・玉飛鳥大輔との優勝決定戦を制す。                                                       |
| 2010年（平成22年）05月 | 西05                                               | 武州山隆士                                         | 11勝4敗                                            | 2                                                  |                                                                                                  |
| 2010年（平成22年）07月 | 西03                                               | 将司昂親                                           | 13勝2敗                                            | 1                                                  |                                                                                                  |
| 2010年（平成22年）09月 | 西01                                               | 豊ノ島大樹                                         | 14勝1敗                                            | 2                                                  |                                                                                                  |
| 2010年（平成22年）11月 | 東06                                               | 魁聖一郎                                           | 11勝4敗                                            | 1                                                  | 豊響隆太・栃乃若導大・髙安晃との優勝決定戦を制す。                                               |
| 2011年（平成23年）01月 | 東02                                               | 春日王克昌                                         | 12勝3敗                                            | 2                                                  | 栃乃若導大との優勝決定戦を制す。                                                                 |
| 2011年（平成23年）03月 | 八百長問題により開催中止。                         | 八百長問題により開催中止。                         | 八百長問題により開催中止。                         | 八百長問題により開催中止。                         | 八百長問題により開催中止。                                                                       |
| 2011年（平成23年）05月 | 東12                                               | 磋牙司洋之                                         | 13勝2敗                                            | 1                                                  |                                                                                                  |
| 2011年（平成23年）07月 | 西12                                               | 妙義龍泰成                                         | 11勝4敗                                            | 1                                                  | 舛ノ山大晴との優勝決定戦を制す。                                                                 |
| 2011年（平成23年）09月 | 東03                                               | 妙義龍泰成                                         | 13勝2敗                                            | 2                                                  |                                                                                                  |
| 2011年（平成23年）11月 | 東14                                               | 勢翔太                                             | 12勝3敗                                            | 1                                                  |                                                                                                  |
| 2012年（平成24年）01月 | 西13                                               | 千代大龍秀政                                       | 13勝2敗                                            | 1                                                  |                                                                                                  |
| 2012年（平成24年）03月 | 西07                                               | 皇風俊司                                           | 12勝3敗                                            | 1                                                  |                                                                                                  |
| 2012年（平成24年）05月 | 西02                                               | 玉飛鳥大輔                                         | 12勝3敗                                            | 2                                                  |                                                                                                  |
| 2012年（平成24年）07月 | 東11                                               | 千代の国憲輝                                       | 11勝4敗                                            | 1                                                  |                                                                                                  |
| 2012年（平成24年）09月 | 西03                                               | 常幸龍貴之                                         | 11勝4敗                                            | 1                                                  | 勢翔太との優勝決定戦を制す。                                                                     |
| 2012年（平成24年）11月 | 西04                                               | 佐田の富士哲博                                     | 14勝1敗                                            | 1                                                  |                                                                                                  |
| 2013年（平成25年）01月 | 東13                                               | 貴ノ岩義司                                         | 12勝3敗                                            | 1                                                  |                                                                                                  |
| 2013年（平成25年）03月 | 東02                                               | 旭秀鵬滉規                                         | 12勝3敗                                            | 1                                                  | 東龍強との優勝決定戦を制す。                                                                     |
| 2013年（平成25年）05月 | 西03                                               | 琴勇輝一巖                                         | 13勝2敗                                            | 1                                                  |                                                                                                  |
| 2013年（平成25年）07月 | 西13                                               | 遠藤聖大                                           | 14勝1敗                                            | 1                                                  |                                                                                                  |
| 2013年（平成25年）09月 | 西11                                               | 照ノ富士由章                                       | 12勝3敗                                            | 1                                                  | 鏡桜南二との優勝決定戦を制す。                                                                   |
| 2013年（平成25年）11月 | 東02                                               | 千代鳳祐樹                                         | 13勝2敗                                            | 1                                                  |                                                                                                  |
| 2014年（平成26年）01月 | 東06                                               | 千代丸一樹                                         | 13勝2敗                                            | 1                                                  |                                                                                                  |
| 2014年（平成26年）03月 | 西02                                               | 豊真将紀行                                         | 14勝1敗                                            | 1                                                  |                                                                                                  |
| 2014年（平成26年）05月 | 西10                                               | 逸ノ城駿                                           | 11勝4敗                                            | 1                                                  | 青狼武士・鏡桜南二・琴勇輝一巖との優勝決定戦を制す。                                             |
| 2014年（平成26年）07月 | 東12                                               | 栃ノ心剛                                           | 13勝2敗                                            | 2                                                  | 逸ノ城駿との優勝決定戦を制す。                                                                   |
| 2014年（平成26年）09月 | 西05                                               | 栃ノ心剛                                           | 15戦全勝                                           | 3                                                  |                                                                                                  |
| 2014年（平成26年）11月 | 東01                                               | 時天空慶晃                                         | 12勝3敗                                            | 2                                                  |                                                                                                  |
| 2015年（平成27年）01月 | 東03                                               | 北太樹明義                                         | 13勝2敗                                            | 2                                                  |                                                                                                  |
| 2015年（平成27年）03月 | 東03                                               | 富士東和佳                                         | 12勝3敗                                            | 1                                                  |                                                                                                  |
| 2015年（平成27年）05月 | 東09                                               | 鏡桜南二                                           | 12勝3敗                                            | 1                                                  |                                                                                                  |
| 2015年（平成27年）07月 | 西12                                               | 御嶽海久司                                         | 11勝4敗                                            | 1                                                  | 新十両。                                                                                         |
| 2015年（平成27年）09月 | 西06                                               | 松鳳山裕也                                         | 13勝2敗                                            | 1                                                  |                                                                                                  |
| 2015年（平成27年）11月 | 西05                                               | 正代直也                                           | 13勝2敗                                            | 1                                                  |                                                                                                  |
| 2016年（平成28年）01月 | 西02                                               | 英乃海拓也                                         | 11勝4敗                                            | 1                                                  |                                                                                                  |
| 2016年（平成28年）03月 | 東01                                               | 大砂嵐金崇郎                                       | 13勝2敗                                            | 1                                                  |                                                                                                  |
| 2016年（平成28年）05月 | 東03                                               | 千代の国憲輝                                       | 12勝3敗                                            | 2                                                  |                                                                                                  |
| 2016年（平成28年）07月 | 西11                                               | 天風浩二                                           | 13勝2敗                                            | 1                                                  |                                                                                                  |
| 2016年（平成28年）09月 | 西06                                               | 大輝明道                                           | 12勝3敗                                            | 1                                                  |                                                                                                  |
| 2016年（平成28年）11月 | 西03                                               | 佐藤貴信                                           | 12勝3敗                                            | 1                                                  |                                                                                                  |
| 2017年（平成29年）01月 | 西02                                               | 大栄翔勇人                                         | 12勝3敗                                            | 1                                                  |                                                                                                  |
| 2017年（平成29年）03月 | 西03                                               | 豊響隆太                                           | 10勝5敗                                            | 3                                                  | 大砂嵐金崇郎・朝乃山英樹との優勝決定戦を制す。                                                   |
| 2017年（平成29年）05月 | 東04                                               | 錦木徹也                                           | 10勝5敗                                            | 1                                                  |                                                                                                  |
| 2017年（平成29年）07月 | 東08                                               | 大奄美元規                                         | 11勝4敗                                            | 1                                                  | 豊山亮太・朝乃山英樹との優勝決定戦を制す。                                                       |
| 2017年（平成29年）09月 | 西11                                               | 阿炎政虎                                           | 10勝5敗                                            | 1                                                  | 安美錦竜児・琴勇輝一巖・誉富士歓之との優勝決定戦を制す。                                         |
| 2017年（平成29年）11月 | 西07                                               | 蒼国来栄吉                                         | 14勝1敗                                            | 1                                                  |                                                                                                  |
| 2018年（平成30年）01月 | 東01                                               | 妙義龍泰成                                         | 10勝5敗                                            | 3                                                  | 英乃海拓也との優勝決定戦を制す。                                                                 |
| 2018年（平成30年）03月 | 東04                                               | 佐田の海貴士                                       | 11勝4敗                                            | 1                                                  | 明瀬山光彦との優勝決定戦を制す。                                                                 |
| 2018年（平成30年）05月 | 西01                                               | 阿武咲奎也                                         | 12勝3敗                                            | 1                                                  |                                                                                                  |
| 2018年（平成30年）07月 | 西03                                               | 貴ノ岩義司                                         | 13勝2敗                                            | 2                                                  | 隆の勝伸明との優勝決定戦を制す。                                                                 |
| 2018年（平成30年）09月 | 東11                                               | 德勝龍誠                                           | 11勝4敗                                            | 1                                                  | 大奄美元規との優勝決定戦を制す。                                                                 |
| 2018年（平成30年）11月 | 西14                                               | 友風勇太                                           | 12勝3敗                                            | 1                                                  | 新十両。                                                                                         |
| 2019年（平成31年）01月 | 東11                                               | 志摩ノ海航洋                                       | 13勝2敗                                            | 1                                                  |                                                                                                  |
| 2019年（平成31年）03月 | 東01                                               | 志摩ノ海航洋                                       | 13勝2敗                                            | 2                                                  |                                                                                                  |
| 2019年（令和元年）05月 | 東02                                               | 貴源治賢                                           | 13勝2敗                                            | 1                                                  |                                                                                                  |
| 2019年（令和元年）07月 | 東06                                               | 剣翔桃太郎                                         | 13勝2敗                                            | 1                                                  |                                                                                                  |
| 2019年（令和元年）09月 | 西12                                               | 勢翔太                                             | 12勝3敗                                            | 2                                                  |                                                                                                  |
| 2019年（令和元年）11月 | 東01                                               | 東龍強                                             | 11勝4敗                                            | 1                                                  | 勢翔太・魁聖一郎・霧馬山鐵雄との優勝決定戦を制す。                                               |
| 2020年（令和02年）01月 | 西13                                               | 照ノ富士春雄                                       | 13勝2敗                                            | 2                                                  |                                                                                                  |
| 2020年（令和02年）03月 | 東06                                               | 琴勝峰吉成                                         | 12勝3敗                                            | 1                                                  |                                                                                                  |
| 2020年（令和02年）05月 | 2019年新型コロナウイルス感染症流行により開催中止。 | 2019年新型コロナウイルス感染症流行により開催中止。 | 2019年新型コロナウイルス感染症流行により開催中止。 | 2019年新型コロナウイルス感染症流行により開催中止。 | 2019年新型コロナウイルス感染症流行により開催中止。                                               |
| 2020年（令和02年）07月 | 東01                                               | 明生力                                             | 10勝5敗                                            | 1                                                  | 旭大星託也・豊昇龍智勝・千代ノ皇王代仁・天空海翔馬・水戸龍聖之との優勝決定戦を制す。             |
| 2020年（令和02年）09月 | 西11                                               | 千代の国憲輝                                       | 14勝1敗                                            | 3                                                  |                                                                                                  |
| 2020年（令和02年）11月 | 東02                                               | 翠富士一成                                         | 10勝5敗                                            | 1                                                  | 旭秀鵬滉規との優勝決定戦を制す。                                                                 |
| 2021年（令和03年）01月 | 東08                                               | 剣翔桃太郎                                         | 12勝3敗                                            | 2                                                  |                                                                                                  |
| 2021年（令和03年）03月 | 西09                                               | 白鷹山亨将                                         | 11勝4敗                                            | 1                                                  |                                                                                                  |
| 2021年（令和03年）05月 | 西02                                               | 宇良和輝                                           | 12勝3敗                                            | 1                                                  |                                                                                                  |
| 2021年（令和03年）07月 | 西06                                               | 水戸龍聖之                                         | 12勝3敗                                            | 1                                                  |                                                                                                  |
| 2021年（令和03年）09月 | 東05                                               | 阿炎政虎                                           | 13勝2敗                                            | 2                                                  |                                                                                                  |
| 2021年（令和03年）11月 | 西04                                               | 一山本大生                                         | 13勝2敗                                            | 1                                                  |                                                                                                  |
| 2022年（令和04年）01月 | 西02                                               | 琴勝峰吉成                                         | 11勝4敗                                            | 2                                                  | 矢後太規との優勝決定戦を制す。                                                                   |
| 2022年（令和04年）03月 | 東13                                               | 竜電剛至                                           | 13勝2敗                                            | 1                                                  |                                                                                                  |
| 2022年（令和04年）05月 | 西06                                               | 錦富士隆聖                                         | 11勝4敗                                            | 1                                                  | 大奄美元規との優勝決定戦を制す。                                                                 |
| 2022年（令和04年）07月 | 東01                                               | 竜電剛至                                           | 12勝3敗                                            | 2                                                  |                                                                                                  |
| 2022年（令和04年）09月 | 東14                                               | 栃武蔵陽太                                         | 11勝4敗                                            | 1                                                  | 新十両。                                                                                         |
| 2022年（令和04年）11月 | 西12                                               | 欧勝馬出喜                                         | 11勝4敗                                            | 1                                                  | 大奄美元規との優勝決定戦を制す。                                                                 |
| 2023年（令和05年）01月 | 西12                                               | 朝乃山広暉                                         | 14勝1敗                                            | 1                                                  |                                                                                                  |
| 2023年（令和05年）03月 | 東03                                               | 逸ノ城駿                                           | 14勝1敗                                            | 2                                                  |                                                                                                  |
| 2023年（令和05年）05月 | 東01                                               | 豪ノ山登輝                                         | 14勝1敗                                            | 1                                                  | 落合哲也との優勝決定戦を制す。十両での14勝以上の決定戦及び、14勝で優勝できなかった例は史上初。   |
| 2023年（令和05年）07月 | 西01                                               | 熱海富士朔太郎                                     | 11勝4敗                                            | 1                                                  | 大奄美元規との優勝決定戦を制す。                                                                 |
| 2023年（令和05年）09月 | 西07                                               | 一山本大生                                         | 13勝2敗                                            | 2                                                  |                                                                                                  |
| 2023年（令和05年）11月 | 西01                                               | 琴勝峰吉成                                         | 12勝3敗                                            | 3                                                  | 大の里泰輝との優勝決定戦を制す。                                                                 |
| 2024年（令和06年）01月 | 東10                                               | 尊富士弥輝也                                       | 13勝2敗                                            | 1                                                  | 新十両。                                                                                         |
| 2024年（令和06年）03月 | 西02                                               | 水戸龍聖之                                         | 12勝3敗                                            | 2                                                  |                                                                                                  |
| 2024年（令和06年）05月 | 西06                                               | 若隆景渥                                           | 14勝1敗                                            | 1                                                  |                                                                                                  |
| 2024年（令和06年）07月 | 東08                                               | 白熊優太                                           | 12勝3敗                                            | 1                                                  |                                                                                                  |
| 2024年（令和06年）09月 | 西11                                               | 尊富士弥輝也                                       | 13勝2敗                                            | 2                                                  |                                                                                                  |
| 2024年（令和06年）11月 | 西01                                               | 金峰山晴樹                                         | 12勝3敗                                            | 1                                                  |                                                                                                  |
| 2025年（令和07年）01月 | 西04                                               | 獅司大                                             | 13勝2敗                                            | 1                                                  |                                                                                                  |
| 2025年（令和07年）03月 | 西14                                               | 草野直哉                                           | 14勝1敗                                            | 1                                                  | 新十両。1977年3月場所の琴乃富士以来、48年ぶりの12日目に優勝決定。                                |
| 2025年（令和07年）05月 | 西01                                               | 草野直哉                                           | 13勝2敗                                            | 2                                                  |                                                                                                  |
| 2025年（令和07年）07月 | 西11                                               | 三田大生                                           | 11勝4敗                                            | 1                                                  |                                                                                                  |

## 十両格行司・十両呼出

### 行司・呼出共通事項
行司・呼出のうち、十両（十枚目）に相当する階級の者を十両格行司（十枚目格行司）・十両呼出（十枚目呼出）と呼ぶ。本場所の本割では1日の取組の中で1人につき2番を担当し（裁き・呼び上げ）、十両の取組を担当するほか、行司・呼出の人数と取組の番数の関係で、下位の者は幕下の取組を担当することがある。極端な例では、十両呼出が三段目の取組を呼び上げる例もある。また十両優勝決定戦も十両格行司・十両呼出が務める。
十両格行司・十両呼出以上の行司・呼出は「有資格者」と呼ばれ、取組の際の場内アナウンスでは基本的に十両格行司・十両呼出以上の行司・呼出のみアナウンスで紹介される。ただし、優勝決定戦では幕下格行司・幕下呼出以下であってもアナウンスで紹介される。

### 十両格行司
十両格行司が土俵に上がると、土俵の照明が明るくなる。十両格以上の行司は、兄弟子となり、三段目格以下の行司を付け人として従える。十両格行司の装束の菊綴と軍配の房紐の色は、青白（青は実際には緑色）であり、白足袋履きで、土俵控えまでの入場時は草履を履いているが、土俵入りの時は花道で脱いで行く。本場所では前述のように十両または幕下の取組を担当するほか、十両土俵入りの際の先導行司も務める。
番付表や、場内の観客に配布される取組表では、行司は十両格行司以上かどうかを問わず行司（取組表の場合は出場者）全員が記載される。

### 十両呼出
十両呼出への昇格規定は、「勤続15年以上で成績優秀な者、または勤続10年以上15年未満で特に優秀な者」となっている。また十両呼出の定員は8人以内との規定があるが、近年は長年定員オーバーの状態が続いている。
番付表や、場内の観客に配布される取組表では、呼出は十両呼出以上が記載され、幕下呼出以下は記載されない。

### 現役者
2025年1月場所現在、現役の者は次の表の通りである：
| 階級       | 名前          | 所属部屋                    |
| ---------- | ------------- | --------------------------- |
| 十両格行司 | 3代木村光之助 | 花籠→峰崎→高田川            |
| 十両格行司 | 木村行宏      | 玉ノ井                      |
| 十両格行司 | 5代式守慎之助 | 片男波→松ヶ根/二所ノ関/放駒 |
| 十両格行司 | 木村吉二郎    | 放駒→芝田山                 |
| 十両格行司 | 木村勘九郎    | 北の湖/山響                 |
| 十両格行司 | 木村千鷲      | 出羽海                      |
| 十両格行司 | 5代木村善之輔 | 春日野                      |
| 十両格行司 | 木村幸三郎    | 中村→八角                   |
| 十両格行司 | 木村秀朗      | 春日野→千賀ノ浦/常盤山      |

| 階級     | 名前   | 所属部屋                  |
| -------- | ------ | ------------------------- |
| 十両呼出 | 邦夫   | 若松→高砂                 |
| 十両呼出 | 松男   | 松ヶ根/二所ノ関/放駒      |
| 十両呼出 | 弘行   | 峰崎→西岩                 |
| 十両呼出 | 禄郎   | 押尾川→尾車→二所ノ関→中村 |
| 十両呼出 | 正男   | 花籠→峰崎→西岩            |
| 十両呼出 | 悟     | 荒磯→松ヶ根/二所ノ関/放駒 |
| 十両呼出 | 太助   | 北の湖/山響               |
| 十両呼出 | 重太郎 | 九重                      |
| 十両呼出 | 富士夫 | 安治川/伊勢ヶ濱           |
| 十両呼出 | 啓輔   | 放駒→芝田山               |
| 十両呼出 | 陽平   | 出羽海                    |
| 十両呼出 | 総一   | 二十山→北の湖/山響        |